# Жофројева мачка
Жофројева мачка (Leopardus geoffroyi) је врста сисара из породице мачака (Felidae).

## Распрострањење
Жофројева мачка има станиште у Аргентини, Боливији, Бразилу, Парагвају, Уругвају и Чилеу.

## Станиште
Жофројева мачка (Leopardus geoffroyi) има станиште на копну.

## Угроженост
Ова врста је на нижем степену опасности од изумирања, и сматра се скоро угроженим таксоном.

### Популациони тренд
Популација ове врсте се смањује, судећи по расположивим подацима.